# Danielle Bradbery (альбом Деніелл Бредбері)
«Danielle Bradbery» — однойменний дебютний студійний альбом кантрі-співачки, переможниці 4-го сезону The Voice Деніелл Бредбері, випущений 25 листопада 2013 року.

## Передісторія
У березні 2013 року 16-річна Деніелл Бредбері пройшла в четвертий сезон американського конкурсу вокалістів The Voice, виконавши пісню «Mean» Тейлор Свіфт. Адам Левін, Блейк Шелтон і Ашер обернулися. Дівчина вирішила приєднатися до «команди Блейка».
Протягом всього конкурсу Деніелл стала першим виконавцем, чий сингл потрапив в ТОП-10 на iTunes. Вона мала найбільшу кількість синглів (п'ять), які досягли цього піку, і найбільшу кількість завантажень на iTunes. 18 червня 2013 року Бредбері стала переможцем The Voice, а на наступний день підписала контракт з Big Machine Records.

## Просування альбому
14 вересня 2013 року Бредбері виступила на сцені Wgty Great Country Radio на Йоркській ярмарку, де виконала свій перший сингл з майбутнього альбому «The Heart of Dixie», а також чотири інші нові пісні з альбому.
Перший сингл з альбому — «The Heart of Dixie» був відправлений на кантрі-радіо 8 липня 2013 року і випущений в цифрових магазинах (через Universal Republic Nashville) 16 липня 2013 року. Пісня потрапила в ТОП-20 чарту Hot Country і топ-30 чарту Country Airplay. «I Will Never Forget You» також був випущений у вигляді цифрового завантаження до випуску самого альбому. Він посів 49 сходинку в чарті країни серед цифрових пісень.
Другий офіційний сингл, випущений на радіо, — «Young in America». Про нього співачка повідомила на своїй сторінці в Facebook 28 березня 2014 року.
Бредбері розкрила подробиці про свій майбутній альбом 1 жовтня через чат в Facebook, включаючи назву альбому, зображення обкладинки і дату релізу. 22 жовтня вона випустила офіційний список композиції через Twitter.

## Реакція критиків
Альбом отримав позитивні відгуки від критиків.

## Список композицій
Всі треки спродюсовані Даном Гуффом, крім «The Heart of Dixie», який спродюсував Брет Джеймс.
| №                    | Назва                       | Автори                                                | Тривалість |
| -------------------- | --------------------------- | ----------------------------------------------------- | ---------- |
| 1.                   | «Young in America»          | Whitney Duncan, Jaren Johnston, Kylie Sackley         | 3:43       |
| 2.                   | «Wild Boy»                  | Chris Lindsey, Aimee Mayo, Caitlyn Smith, Troy Verges | 3:41       |
| 3.                   | «The Heart of Dixie»        | Smith, Brett James, Verges                            | 3:29       |
| 4.                   | «I Will Never Forget You»   | Katrina Elam, Josh Kear, Chris Tompkins               | 3:46       |
| 5.                   | «Endless Summer»            | Sarah Buxton, Jedd Hughes, busbee                     | 3:27       |
| 6.                   | «Talk About Love»           | Brent Anderson, Jeremy Johnson                        | 3:47       |
| 7.                   | «Never Like This»           | Smith, Steve McEwan, Gordie Sampson                   | 3:29       |
| 8.                   | «Daughter of a Workin' Man» | Dave Barnes, Nicolle Galyon, Clint Lagerberg          | 3:37       |
| 9.                   | «Dance Hall»                | April Cushman, Galyon, Molly Reed                     | 3:26       |
| 10.                  | «Yellin' from the Rooftop»  | Buxton, busbee                                        | 3:35       |
| 11.                  | «My Day»                    | Ross Copperman, Tom Shapiro, Mallary Hope             | 4:01       |
| Загальна тривалість: | Загальна тривалість:        | Загальна тривалість:                                  | 40:02      |

### «Danielle Bradbery»— розширене видання (бонусні композиції)
| №                    | Назва                   | Автори                                       | Тривалість |
| -------------------- | ----------------------- | -------------------------------------------- | ---------- |
| 12.                  | «Jesus, Take the Wheel» | - James - Sampson - Гілларі Ліндсі           | 3:23       |
| 13.                  | «Born to Fly»           | - Сара Еванс - Marcus Hummon - Darrell Scott | 3:14       |
| 14.                  | «Maybe It Was Memphis»  | - Michael Anderson                           | 3:07       |
| 15.                  | «Who I Am»              | - James - Verges                             | 3:26       |
| Загальна тривалість: | Загальна тривалість:    | Загальна тривалість:                         | 53:12      |

## Позиції в чартах
Дебютний альбом Danielle Bradbery дебютував під № 5 в американському чарті Top country albums з продажами першого тижня в 41 000 копій. За станом на червень 2014 року було продану 139 000 копій альбому в США.

### Щотижневі чарти
| Чарт (2013)                       | Найвища позиція |
| --------------------------------- | --------------- |
| US Billboard 200                  | 19              |
| US Top Country Albums (Billboard) | 5               |

### Кінець року
| Чарт (2014)                       | Позиція |
| --------------------------------- | ------- |
| US Billboard 200                  | 185     |
| US Top Country Albums (Billboard) | 33      |

### Сингли
| Рік                                         | Сингли               | Найвищі позиції в чартах | Найвищі позиції в чартах | Найвищі позиції в чартах | Найвищі позиції в чартах | Найвищі позиції в чартах |
| Рік                                         | Сингли               | US Country               | US Country Airplay       | US                       | CAN Country              | CAN                      |
| ------------------------------------------- | -------------------- | ------------------------ | ------------------------ | ------------------------ | ------------------------ | ------------------------ |
| 2013                                        | «The Heart of Dixie» | 16                       | 12                       | 58                       | 46                       | 60                       |
| 2014                                        | «Young in America»   | —                        | 49                       | —                        | —                        | —                        |
| «—» релізи, що не були позначені в графіках |                      |                          |                          |                          |                          |                          |